# Volume 4
Volume 4 è un album del cantante e musicista inglese Joe Jackson registrato e pubblicato nel 2003.
Tutti i brani sono stati scritti da Joe Jackson.

## Tracce
1. Take it like man – 3:24
2. Still alive – 3:42
3. Awkward age – 3:20
4. Chrome – 4:20
5. Love at first light – 4:08
6. Fairy dust – 3:47
7. Little bit stupid – 3:26
8. Blue flame – 5:23
9. Dirty martini – 4:51
10. Thugz 'r' us – 3:23
11. Bright grey – 4:17

## Formazione
- Joe Jackson – voce, piano e tastiere
- Graham Maby – basso elettrico e voce
- Dave Houghton - percussioni e voce
- Gary Sunford – chitarra e voce